# Tubusuptu
 (août 2011).
Si vous disposez d'ouvrages ou d'articles de référence ou si vous connaissez des sites web de qualité traitant du thème abordé ici, merci de compléter l'article en donnant les références utiles à sa vérifiabilité et en les liant à la section « Notes et références ».

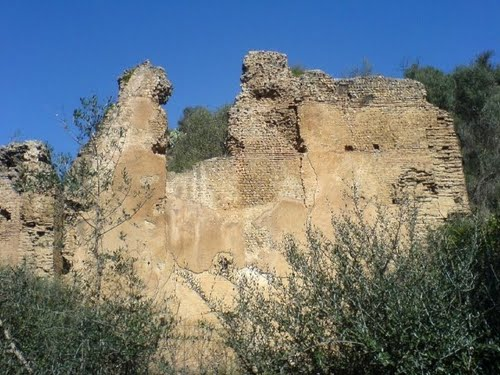
Ruines romaine des Grands Thermes de Tubusuptu.

Tubusuptu (ou Tubusuctu) est une colonie romaine de vétérans fondée en l'an -27 par Auguste avant l'ère chrétienne. Elle se situe au lieu-dit de Tiklat dans la commune d'El-Kseur (Kabylie) en Algérie (à 20 km à l'ouest de Béjaïa).

## Histoire
Tubusuptu était peuplée par les militaires romains de la légion VII claudia pia fidelis. Cette légion est une des plus importantes de l'histoire de l'empire romain. Son épitaphe claudia pia fidelis vient des faits d'armes de cette légion qui, en six guerres, resta six fois fidèle à Rome. L'une de ces guerres est la bataille d’Alésia en Gaule en 52 av. J.-C. Les vétérans romains de la légion VII se fondirent dans la population de la vallée de la Soummam. L'huile d'olive de la région était très appréciée et on retrouvait des jarres de Tiklat dans tout l'empire romain, ce qui prouve son importance commerciale au début de l'ère chrétienne. Des vestiges sont encore présents, notamment un aqueduc mais aussi des thermes très bien conservés. Une mosaïque presque intacte est toujours présente sur place.
La circonscription archéologique de Béjaïa envisage de faire des travaux afin de conserver les lieux et d'empêcher leur dégradation. L'archéologue français Jean-Pierre Laporte a fait une étude sur ces ruines dans les années 1960.